# Фанно-Крик
Фанно-Крик (англ. Fanno Creek) — ручей длиной 24 км,  приток реки Туалатин в штате Орегон, США. 

## Описание
Часть водосборного бассейна реки Колумбия, его водосбор охватывает около 83 км² в округах Малтнома, Вашингтон и Клакамас, в том числе около 18 км² в черте города Портленда.
От своих истоков в горах Туалатин (Уэст-Хилс) на юго-западе Портленда ручей течёт в основном на запад и юг через города Портленд, Бивертон, Тайгард и Дарем, а также невключённые территории округа Вашингтон. Он впадает в реку Туалатин примерно в 14 км выше места слияния реки Туалатин с рекой Уилламетт в Уэст-Линне.
Во времена доколумбовых цивилизаций, до прибытия поселенцев европейского происхождения, в этом районе жили индейцы калапуйя, вытеснившие малтнома. В 1847 году первый поселенец европейского происхождения Август Фанно, в честь которого был назван ручей, основал луковую ферму на месте, которое впоследствии стало городом Бивертон. Фермерский дом Августа Фанно, отреставрированный семейный дом, является фермой века, включённой в Национальный реестр исторических мест США и является одним из 16 городских парков в узком коридоре вдоль ручья.
Несмотря на сильное загрязнение, ручей является средой обитания водных организмов, в том числе Oncorhynchus clarkii clarkii (пятнистой леопардовой форели) в его верхнем течении. Советы по водосборным бассейнам, такие как Фаны Фанно-Крик и правительственные учреждения работали над ограничением загрязнения и восстановлением местной растительности в прибрежных зонах.

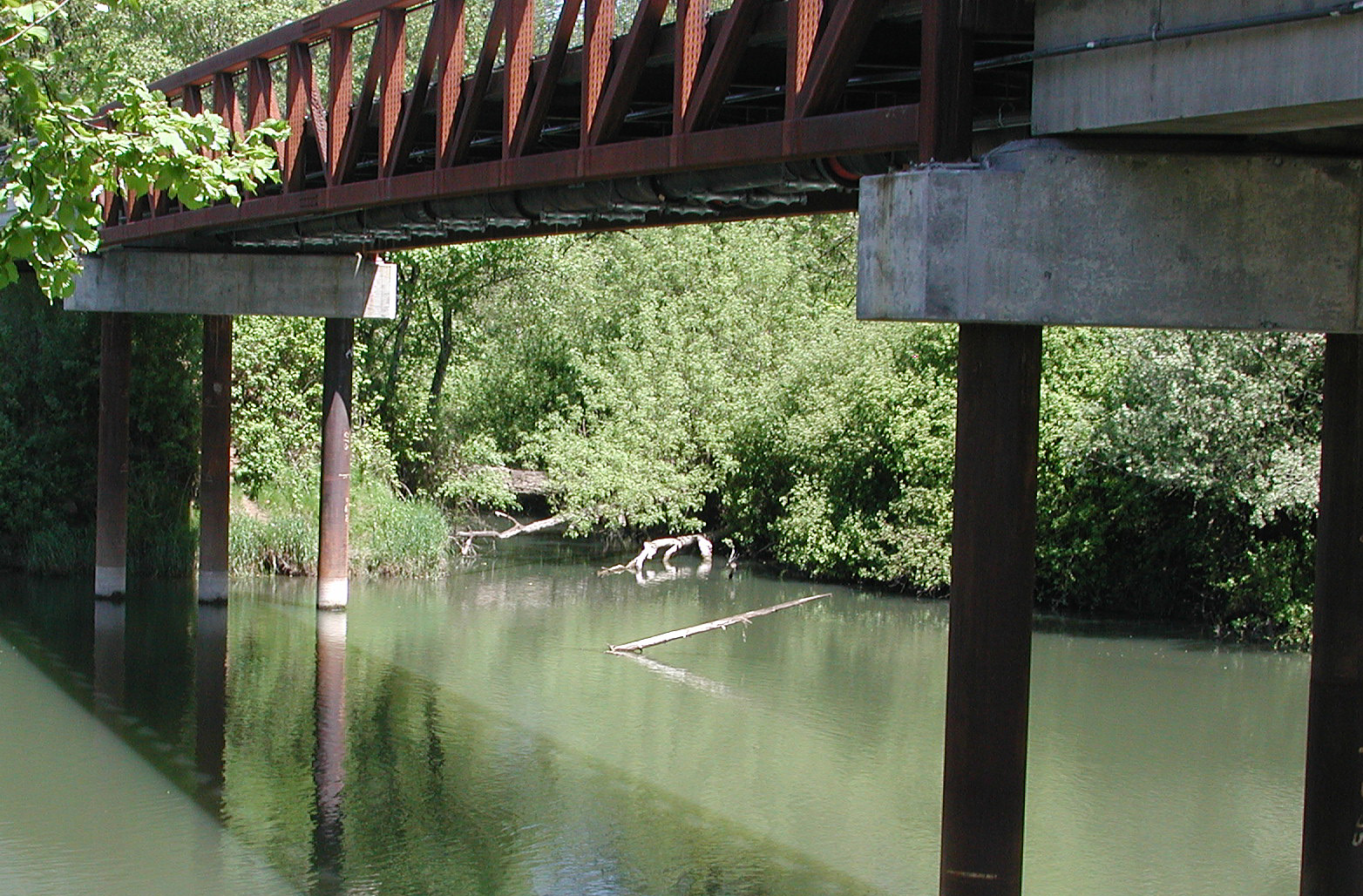
Фанно-Крик, почти скрытый листвой, впадает в гораздо более крупную реку Туалатин возле пешеходного моста.